# ديزي ديك
ديزي ديك (بالإنجليزية: Daisy Dick)‏ هي متسابقة الحدث بريطانية، ولدت في 29 مارس 1972 في أكسفورد في المملكة المتحدة.

## وصلات خارجية
- ديزي ديك على موقع أوليمبيديا (الإنجليزية)
- ديزي ديك على موقع اللجنة الأولمبية البريطانية (الإنجليزية)